# Koelketen

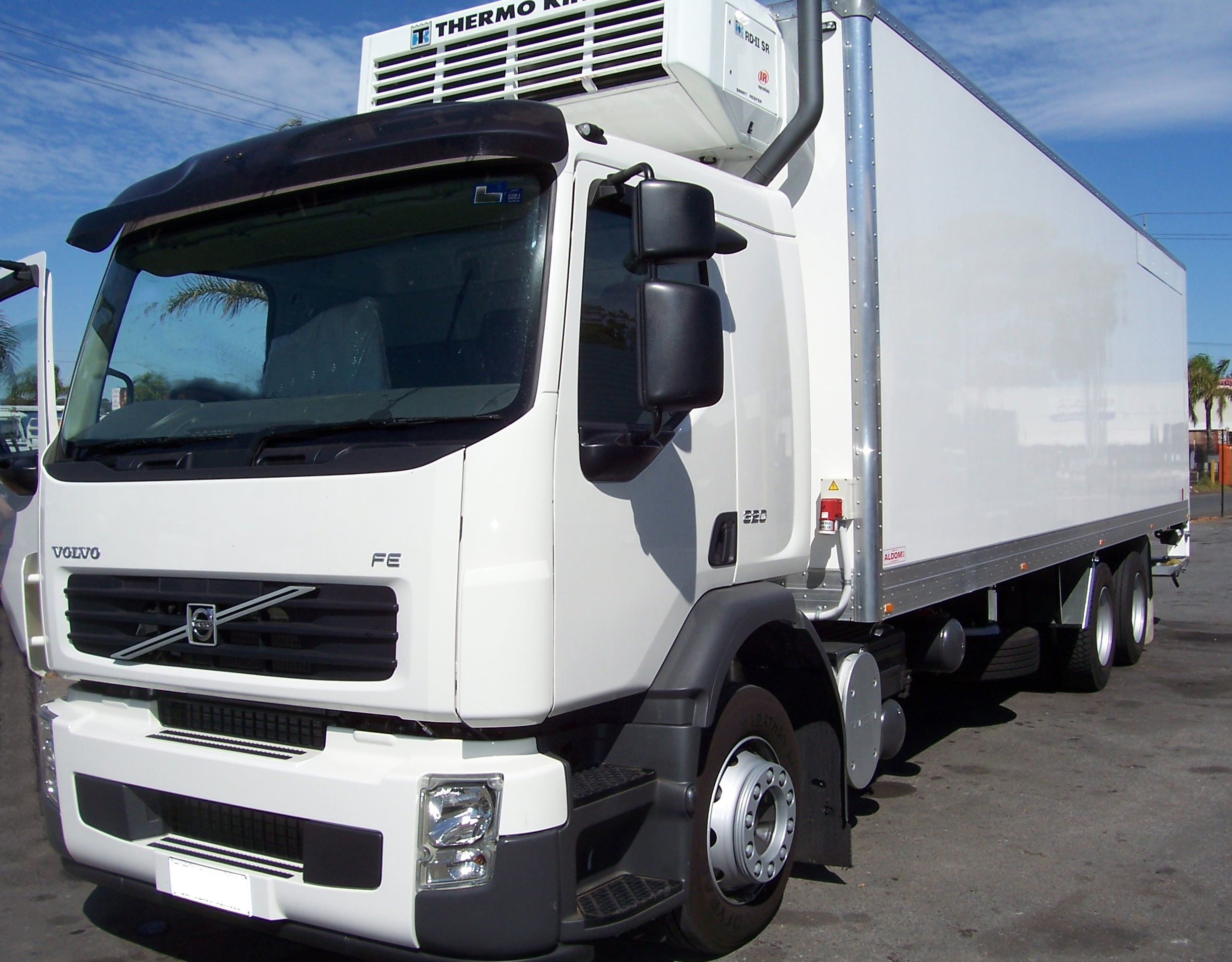
Een vrachtwagen met koelinstallatie

De koelketen, vooral ook bekend onder de Engelse term cold chain, is het doorlopende systeem van koeling bij het transport van levensmiddelen, farmaceutische en chemische producten vanaf de producent, via transporteurs, groothandels en winkels, tot aan de eindgebruiker.

## Levensmiddelen
De houdbaarheid van verswaren en bevroren producten is afhankelijk van een voortdurende koeling. Dit beschermt deze producten zo lang mogelijk tegen bederf. Wanneer de koelketen wordt onderbroken, kunnen levensmiddelen bederven, kan hun kwaliteit verminderen of hun houdbaarheid verminderen. Wanneer dit gebeurt, worden deze levensmiddelen dan ook meestal uit de handel genomen en vernietigd.

## Farmaceutische producten
Farmaceutische producten reageren vaak heftig op temperatuurwisselingen. De levensduur van entstoffen kan bijvoorbeeld fors korter worden wanneer een bepaalde temperatuurgrens ook maar kort wordt overschreden. Wanneer bij het transport dan ook een eenduidig bewijs van het temperatuurverloop ontbreekt, moet al worden aangenomen dat er sprake kan zijn geweest van temperatuurwisselingen en moeten de producten dus vernietigd worden. Hetzelfde geldt voor bijvoorbeeld infusen, reagentia en bepaalde humane of veterinaire geneesmiddelen.

## Chemische producten
Chemische halffabricaten ondergaan vaak wijzigingen bij een bepaalde minimum- of maximumtemperatuur, of bij een blootstelling aan een bepaalde temperatuur over een bepaalde tijd. Zo kunnen ze bepaalde eigenschappen verliezen door een dergelijke blootstelling. Een voorbeeld van een dergelijk halffabricaat dat op een constante temperatuur moet worden gehouden tijdens transport en opslag is Duroplast.

## Oplossingen
Voor het bewaken van het temperatuurverloop tijdens transport en opslag kan volgens de WHO gebruik worden gemaakt van tijd/temperatuurindicatoren. Andere veelgebruikte hulpmiddelen zijn temperatuurloggers en temperatuurlabels.